# Will & Grace
Will & Grace é uma sitcom estadunidense criada por David Kohan e Max Mutchnick. A história se passa na cidade de Nova York e tem como base a relação entre os personagens Will Truman (Eric McCormack), um advogado gay, e Grace Adler (Debra Messing), uma decoradora de interiores hétero. O programa foi transmitido pela NBC de 21 de setembro de 1998 a 18 de maio de 2006, com um total de oito temporadas e retornando pra uma nova temporada em 28 de setembro de 2017. Durante sua primeira transmissão, a série foi a mais bem sucedida produção protagonizada por personagens gays.
Apesar das críticas iniciais por seu retrato particular de personagens homossexuais, a série passou a ser uma das principais atrações do Must See TV da NBC. O programa se manteve entre os vinte programas de maiores audiências do Nielsen Ratings por metade de seu período de exibição. Também foi o seriado de maior audiência entre pessoas entre 18 e 49 anos de idade no período entre 2001 e 2005. Ao longo de seus oito anos de duração, Will & Grace ganhou 16 Emmy Awards e 83 nomeações. Todos os quatro atores principais também receberam um Emmy Awards, tornando-se uma das três únicas sitcoms da história do prêmio a conseguir este feito. Em 2014, o Writers Guild of America colocou o seriado na 94ª posição em sua lista das 101 séries de TV mais bem escritas de todos os tempos. Desde que o último episódio foi ao ar, o seriado foi elogiado por ajudar e melhorar a opinião pública sobre a comunidade LGBT, sendo que o vice-presidente, Joe Biden, chegou a dizer que o programa "provavelmente fez mais para educar o público norte-americano sobre questões LGBT do que quase qualquer coisa já feita até agora". Em 2014, a Smithsonian Institution acrescentou uma coleção sobre a história LGBT para seu museu que incluía itens de Will & Grace. O curador Dwight Blocker Bowers afirmou que o seriado usou a "comédia para familiarizar o público geral com a cultura gay" e que foi "ousado e quebrou paradigmas" nos meios de comunicação estadunidenses.
Will & Grace era filmado em frente de uma platéia ao vivo (ao menos a maioria dos episódios e cenas) nas noites de terça-feira, no Estúdio 17 na CBS Studio Center, em um espaço de 1.300 metros quadrados em Los Angeles, Califórnia. O apartamento dos protagonistas está em exposição na Biblioteca da Emerson College, como uma doação do criador da série Max Mutchnick. Quando o set foi removido em abril de 2014, surgiram rumores sobre uma reunião do elenco, mas os atores envolvidos negaram que tal reunião fosse planejada. Foi simplesmente movido para um novo local em Los Angeles. Uma batalha legal de longa duração entre os produtores executivos e criadores originais e a NBC ocorreu entre 2003 e 2007. Todas as temporadas da série foram lançados em DVD e o programa foi transmitido em mais de 60 países.
Em 26 de setembro de 2016, o elenco se reuniu para um especial de 10 minutos (liberado no Youtube), incitando os americanos a votar nas eleições presidenciais de 2016. Após o sucesso do especial, a NBC anunciou que o canal estaria planejando um retorno para Will & Grace. Em janeiro de 2017, a NBC confirmou o retorno da série, para uma temporada de dez episódios para a temporada de televisão estadunidense de 2017-2018. Em agosto de 2017, foi ampliado novamente para 16 episódios. Uma décima temporada de 13 episódios ampliada posteriormente para 18 episódios e uma outra temporada também com 18 episódios foram encomendadas pelo canal.

## Sinopse
Will & Grace se passa na cidade de Nova York e se concentra na relação entre Will Truman, um advogado gay e sua melhor amiga Grace Adler, uma mulher judia que possui uma empresa de design de interiores. Os dois estão acompanhados de seus amigos Karen Walker, uma socialite alcoólatra, e Jack McFarland, um ator alegremente gay. A relações entre eles trás provações e confusões de namoro, casamento, divórcio e sexo casual. Bem como piadas da cultura gay e judaica.

## Elenco e personagens

### Principal
- Eric McCormack e Debra Messing.Eric McCormack como Will Truman: O primeiro protagonista titular da série, Will é um homem gay que é um advogado corporativo de sucesso que estudou na Universidade de Columbia, que é onde ele conheceu Grace como um calouro; Eles têm sido melhores amigos desde então. Ele é muito preciso e obsessivo quando se trata de certas tarefas, especialmente limpeza, vestir e decorar. No entanto, Will tem uma natureza muito paciente e compassivo para com aqueles que estão perto dele, apesar das falhas. Mesmo que Will seja gay, tenta não ser muito afetado. Ele às vezes evitou admitir sua orientação sexual para as pessoas. Vários personagens comentaram que sua relação com Grace é mais parecida com a de um casal que de dois amigos. Will é o personagem mais maduro e tolerante da dupla e serve como a consciência de Grace na maioria das vezes.

- Megan Mullally e Sean Hayes.Debra Messing como Grace Adler: A segunda protagonista titular da série. Grace é um decoradora de interiores hétero com um gosto enorme por comida e homens. Ela tem sido a melhor amiga de Will desde a faculdade e companheiro de quarto durante a maior parte da série. Ela é judia, mas não pratica sua religião com firmeza. Grace joga como um contrapeso neurótico para o caráter de Will cada vez mais. Tende a confiar pesadamente em Will com seu apoio moral e emocional, especialmente após uma dissolução.

- Megan Mullally como Karen Walker: Karen "trabalha" como assistente de Grace, tornando "Grace Adler Designs" popular entre seus conhecidos da socialite. Ela é a esposa do rico Stanley Walker. Karen também é conhecida por casualmente sempre estar bêbada e tomando vários medicamentos não saudáveis. No entanto, ela é muito amiga de Jack, que é um grande amigo de Will. Mesmo que ela seja boba, às vezes, Karen tem mostrado ataques de inteligência: ter um conhecimento prático de negócios e economia do mercado imobiliário, uma compreensão moderada de computadores e um talento para design de interiores. Muitas vezes é vista criticando e zombando de pessoas mais pobres que ela e do que não consegue entender.

- Sean Hayes como Jack McFarland: O primeiro amigo gay de Will. Jack é extravagantemente homossexual, confiante e livre de espírito. Ele troca várias vezes de namorados e muda de profissão muitas vezes, sendo muito inconstante quando se trata de ambos. Ele trabalhou como ator lutador, instrutor de atuação, dançarino de apoio para Jennifer Lopez e Janet Jackson, um associado de vendas na Banana Republic e loja de departamentos da Barney, um garçom, um enfermeiro, Vice-presidente Junior da Out TV e apresentador do seu próprio programa de TV, chamado Jack Talk. Jack é conhecido na série por seus pequenos shows intitulados de "Just Jack", "Jack 2000", "Jack 2001" e "Jack 2002", onde mostra suas habilidades de cantar, dançar e atuar. No início da série ele estabelece uma amizade forte com Karen. Passam muito tempo juntos e orquestram várias brincadeiras. Ao longo da série, Jack confia em Will e Karen para apoio financeiro. Seu ídolo é Cher.

### Personagens secundários
| Personagens principais | Will Truman | Grace Adler | Jack McFarland                                                                                   | Karen Walker |
| ---------------------- | --- | --- | ------------------------------------------------------------------------------------------------ | --- |
| Maridos / Esposas      | Vince D'Angelo (Bobby Cannavale)                                                                                                 | Leo Markus (Harry Connick Jr.) | Rosario Salazar (Shelley Morrison)                                                               | Stanley Walker Lyle Finster (John Cleese) |
| Família                | George Truman (Sydney Pollack) Marilyn Truman (Blythe Danner) Sam Truman (John Slattery / Steven Weber) Paul Truman (Jon Tenney) | Bobbi Adler (Debbie Reynolds) Martin Adler (Alan Arkin) Janet Adler (Geena Davis) Joyce Adler (Sara Rue) Eleanor Markus (Judith Ivey)                                     | Judith McFarland (Veronica Cartwright) Elliot (Michael Angarano) Daniel McFarland (Beau Bridges) | Lois Whitley (Suzanne Pleshette) Gin (Bernadette Peters) Barry (Dan Futterman) Lorraine Finster (Minnie Driver) Marion Finster (Tim Curry) Sumner Davis (Paul Satterfield) |
| Família                | Ben Truman (Ben Newmark), Lila Markus (Maria Thayer)                                                                             | | Judith McFarland (Veronica Cartwright) Elliot (Michael Angarano) Daniel McFarland (Beau Bridges) | Lois Whitley (Suzanne Pleshette) Gin (Bernadette Peters) Barry (Dan Futterman) Lorraine Finster (Minnie Driver) Marion Finster (Tim Curry) Sumner Davis (Paul Satterfield) |
| Amigos                 | Rob (Tom Gallop), Ellen (Leigh-Allyn Baker), Joe (Jerry Levine), Larry (Tim Bagley), Steve (Steve Paymer)                        | Rob (Tom Gallop), Ellen (Leigh-Allyn Baker), Joe (Jerry Levine), Larry (Tim Bagley), Steve (Steve Paymer)                                                                 | Zandra Zoggin (Eileen Brennan)                                                                   | — |
| Vizinhos               | Val Bassett (Molly Shannon), Mr. Zamir (Marshall Manesh), Nathan (Woody Harrelson)                                               | Val Bassett (Molly Shannon), Mr. Zamir (Marshall Manesh), Nathan (Woody Harrelson)                                                                                        | Val Bassett (Molly Shannon), Mr. Zamir (Marshall Manesh), Nathan (Woody Harrelson)               | — |
| Interesses amorosos    | Michael (Chris Potter) Scott Sender (Branden Williams) Matthew (Patrick Dempsey) James Hanson (Taye Diggs)                       | Ben Doucette (Gregory Hines) Danny (Tom Verica) Josh (Corey Parker) Nathan (Woody Harrelson) Nick (Edward Burns) Tom Cassidy (Eric Stoltz) Leo Markus (Harry Connick Jr.) | Stuart Lamarack (Dave Foley) Kevin Bacon (Kevin Bacon)                                           | Lionel Banks (Rip Torn) Malcolm Widmark (Alec Baldwin) |
| Rivais                 | Kevin Wolchek (Adam Goldberg) | Val Bassett (Molly Shannon) | Artemis Johnson (Will Arnett)                                                                    | Beverley Leslie (Leslie Jordan) Lorraine Finster (Minnie Driver) Scott Woolley (Jeff Goldblum) Candy Pruitt (Christine Ebersole) Val Bassett (Molly Shannon)               |
| Chefes                 | Ben Doucette (Gregory Hines) Mr. Stein (Gene Wilder) Margot (Lily Tomlin) Malcolm Widmark (Alec Baldwin)                         | — | Jamie (John Ducey) Tim (Mark Harelik) Dorleen (Parker Posey)                                     | Grace Adler (Debra Messing) |
| Funcionários           | Sra. Freeman (Jo Marie Payton) Connie (Kari Lizer)                                                                               | Karen Walker (Megan Mullally) Gillian (Natasha Lyonne) | Dave (Mathew Botuchis)                                                                           | Rosario Salazar (Shelley Morrison) |
| Clientes               | Harlin Polk (Gary Grubbs) Stanley Walker                                                                                         | — | Joanne (Emily Rutherfurd) Russell (Jon Fleming)                                                  | — |
| Colegas de trabalho    | Gary (Jamie Kaler) | — | —                                                                                                | — |
| Outros                 | Tina (Lesley Ann Warren), Benji (Brian A. Setzer), Nurse Sheila (Laura Kightlinger)                                              | Tina (Lesley Ann Warren), Benji (Brian A. Setzer), Nurse Sheila (Laura Kightlinger)                                                                                       | Tina (Lesley Ann Warren), Benji (Brian A. Setzer), Nurse Sheila (Laura Kightlinger)              | Tina (Lesley Ann Warren), Benji (Brian A. Setzer), Nurse Sheila (Laura Kightlinger)                                                                                        |

| Ator                     | Personagem              | Temporadas | Temporadas | Temporadas | Temporadas | Temporadas | Temporadas | Temporadas | Temporadas | Temporadas | Temporadas | Temporadas |
| Ator                     | Personagem              | 1          | 2          | 3          | 4          | 5          | 6          | 7          | 8          | 9          | 10         | 11         |
| ------------------------ | ----------------------- | ---------- | ---------- | ---------- | ---------- | ---------- | ---------- | ---------- | ---------- | ---------- | ---------- | ---------- |
| Leigh-Allyn Baker        | Ellen                   |            |            |            |            |            |            |            |            |            |            |            |
| Tom Gallop               | Rob                     |            |            |            |            |            |            |            |            |            |            |            |
| Molly Shannon            | Val Bassett             |            |            |            |            |            |            |            |            |            |            |            |
| Debbie Reynolds          | Bobbi Adler             |            |            |            |            |            |            |            |            |            |            |            |
| Steve Paymer             | Steve                   |            |            |            |            |            |            |            |            |            |            |            |
| Gregory Hines            | Ben Doucette            |            |            |            |            |            |            |            |            |            |            |            |
| Marshall Manesh          | Mr. Zamir               |            |            |            |            |            |            |            |            |            |            |            |
| Laura Kightlinger        | Nurse Sheila            |            |            |            |            |            |            |            |            |            |            |            |
| Sydney Pollack           | George Truman           |            |            |            |            |            |            |            |            |            |            |            |
| Tim Bagley               | Larry                   |            |            |            |            |            |            |            |            |            |            |            |
| Jerry Levine             | Joe                     |            |            |            |            |            |            |            |            |            |            |            |
| Lesley Ann Warren        | Tina                    |            |            |            |            |            |            |            |            |            |            |            |
| Woody Harrelson          | Nathan                  |            |            |            |            |            |            |            |            |            |            |            |
| Leslie Jordan            | Beverley Leslie         |            |            |            |            |            |            |            |            |            |            |            |
| Blythe Danner            | Marilyn Truman          |            |            |            |            |            |            |            |            |            |            |            |
| Eileen Brennan           | Zandra                  |            |            |            |            |            |            |            |            |            |            |            |
| Charles C. Stevenson Jr. | Smitty                  |            |            |            |            |            |            |            |            |            |            |            |
| Rip Torn                 | Lionel Banks            |            |            |            |            |            |            |            |            |            |            |            |
| Harry Connick, Jr.       | Dr. Marvin 'Leo' Markus |            |            |            |            |            |            |            |            |            |            |            |
| Minnie Driver            | Lorraine Finster        |            |            |            |            |            |            |            |            |            |            |            |
| Jamie Kaler              | Gary                    |            |            |            |            |            |            |            |            |            |            |            |
| Emily Rutherfurd         | Joanne                  |            |            |            |            |            |            |            |            |            |            |            |
| Jon Fleming              | Russell                 |            |            |            |            |            |            |            |            |            |            |            |
| Bobby Cannavale          | Vince D'Angelo          |            |            |            |            |            |            |            |            |            |            |            |
| Alec Baldwin             | Malcolm Widmark         |            |            |            |            |            |            |            |            |            |            |            |
| Mathew Botuchis          | Dave                    |            |            |            |            |            |            |            |            |            |            |            |
| Bernadette Peters        | Gin                     |            |            |            |            |            |            |            |            |            |            |            |

## Produção

### Concepção
Os criadores de Will & Grace e amigos da vida real Max Mutchnick e David Kohan basearam a série no relacionamento de Mutchnick com a amiga de infância, Janet Eisenberg, agente de elenco de voz em Nova York. Mutchnick, que é abertamente gay, conheceu Eisenberg enquanto ensaiava uma peça no Temple Emanuel em Beverly Hills, Califórnia aos 13 anos. Ele era a principal estrela do musical da escola hebraica, enquanto ela era estudante no departamento de teatro. Cerca de três anos depois, ela o apresentou a Kohan, filho do escritor de comédia Alan Kohan, no departamento de drama da Beverly Hills High School. "Max e Janet pareciam ter uma relação encantadora, mas o elemento romântico me confundiu, e isso também os confundiu", lembrou Kohan mais tarde. "Eles saíram para um par de anos, então eles foram para diferentes faculdades. E então Max resolveu sair do armário pra ela, deixando-a atordoada. Foi uma revelação chocante para ela, então eu meio que funcionou como uma reconexão entre os dois, porque os dois ainda se amavam."
Enquanto Kohan praticava suas viagens diplomáticas, ele e Mutchnick começaram a desenvolver idéias de comédia, o que levou a dupla a começar a escrever juntos. Eles eventualmente trabalharam na comédia adulta da HBO, Dream On e produziram o curta-metragem de comédia da NBC, Boston Common. Em 1997, eles desenvolveram uma comédia juntos sobre seis amigos, dois deles baseados em Mutchnick e Eisenberg. Ao mesmo tempo, Warren Littlefield, o então presidente da NBC Entertainment, estava buscando uma outra comédia sobre relacionamentos para o canal, já que a série Mad About You estava chegando ao fim. Quando Kohan e Mutchnick contaram sua ideia, que era sobre três casais, um dos quais era um homem gay vivendo com uma mulher hétero, Littlefield não estava tão animado com os dois primeiros casais, mas queria saber mais sobre o casal com um homem gay e uma mulher hétero, então foi pedido para que Mutchnick e Kohan escrevessem um roteiro para um episódio piloto centrado nesses dois personagens. Enquanto Kohan e Mutchnick elaboravam o roteiro, passaram quatro meses tensos recebendo fax de Littlefield sobre a bilheteria de filmes de sucesso com personagens gays como A Gaiola das Loucas e O Casamento do Meu Melhor Amigo.
NBC ficou contente com o projeto, mas havia ainda algumas preocupações sobre se o tema homossexual causaria algum problema. A série Ellen de Ellen DeGeneres, que foi ao ar pela ABC, havia sido cancelada um ano antes de Will & Grace estrear porque as criticas despencaram após a série se tornar "muito gay". Apesar das críticas que o episódio de Ellen, "The Puppy Episode" recebeu, Kohan disse que "não há dúvida de que Will & Grace iria ser mais fácil abordar isso". Ele acrescentou: "Will & Grace tem melhores chances de sucesso onde Ellen falhou, porque Will sabe sobre sua homossexualidade por quase 20 anos. Ele não está explorando esse território pela primeira vez, como Ellen fez. O processo de auto-descoberta e a dor que a maioria dos homens gays passam é fascinante, mas a sociedade americana é atrasada nesse assunto."

### Piloto
A NBC foi até o diretor de sitcom, James Burrows, para ver o que ele pensava do tema homossexual e se uma audiência se interessaria pela série. Burrows gostou da ideia e quando leu o roteiro em novembro de 1997, decidiu que queria dirigi-lo. Ele disse: "Sabia que os meninos tinham capturado um gênero e um grupo de personagens que eu nunca li antes". A filmagem do piloto começou em 15 de março de 1998. Os atores de Will e Grace, Eric McCormack e Debra Messing, pensaram positivos sobre a série e que tinha o potencial de durar muito tempo na televisão. McCormack disse: "Quando a filmagem havia terminado naquela noite, Debra e eu estávamos sentados no sofá, nos observando e eu disse: 'Nós vamos passar um bom tempo nesse set.' E nós meio que dermos as mãos, mas não dizemos mais nada além disso, apenas acreditamos."
A papel de Will Truman foi para Eric McCormack, que foi o primeiro ator da série a ser contratado. Tendo interpretado personagens homossexuais várias vezes em sua carreira, McCormack não teve nenhum problema e pensou que seu personagem poderia se tornar um "porta voz para algum movimento gay", como DeGeneres tornou-se um com sua personagem. Sean Hayes foi convidado a fazer uma audição para Jack depois que um executivo de seleção da NBC o viu em um papel no filme de romance cinema independente, Billy's Hollywood Screen Kiss. Embora. Apesar de Hayes ter gostado do roteiro quando o leu, ele decidiu não tentar a audição até que fosse enviado o script pra ele novamente. Megan Mullally inicialmente fez audição para o papel de Grace Adler, e admitiu que não tinha interesse na Karen. Em contraste, Debra Messing, com quem Mullally havia trabalhado pela primeira vez em Ned & Stacey, estava inicialmente insegura se queria desempenhar o papel de Grace. Ela foi a última a ser contratada, onde mais tarde admitiu que o diretor Burrows foi o motivo aceitar entrar em Will & Grace.

### Retorno
Em janeiro de 2017, a NBC fechou um acordo para uma nova temporada de 10 episódios para ir ao ar durante a temporada de 2017-2018. Hayes vai produzir esta temporada, bem como os criadores e produtores executivos Max Mutchnick e David Kohan. O diretor veterano James Burrows retorna como diretor e produtor executivo. Em abril de 2017, a ordem do episódio aumentou para 12 episódios. Em agosto de 2017, foi ampliado novamente para 16 episódios e mais uma temporada de 13 episódios foi encomendada. O retorno será filmado no estúdio 22 na Universal Studios Hollywood em oposição ao palco 17 na CBS Studio Center, como a Universal Television distribuiu a nova série ao invés de ser distribuído pela Warner Bros. Television.

## Processo
Em dezembro de 2003, no meio da sexta temporada da série, os produtores executivos e criadores David Kohan e Max Mutchnick processaram a NBC e NBC Studios, alegando que a rede vendeu os direitos da série em uma tentativa de manter os lucros dentro da NBC. Kohan e Mutchnick sentiram que foram enganados por lucros que a rede ofereceu que na verdade deveria ser muito maior. Outra acusação contra a rede foi que durante as quatro primeiras temporadas da série, o estúdio licenciou os direitos por valores insuficientes para cobrir os custos da produção, levando a défice de produção extraordinariamente grandes. Três meses depois, a NBC apresentou contra-ataque contra Kohan e Mutchnick afirmando que os co-criadores deveriam atuar como terceiros independentes nas negociações entre a NBC e sua subsidiária, NBC Studios.
Com um processo pendente e início de produção em outros projetos, Kohan e Mutchnick estavam ausentes de Will & Grace durante suas últimas temporadas. Eles escreveram o episódio da quarta temporada, "A Buncha White Chicks Sittin' Around Talkin'" e não retornaram como escritores até o final da série, quatro anos depois. Três anos após o contra-ataque da NBC e um ano após a conclusão da série, a batalha legal entre a NBC e Kohan e Mutchnick terminou em 2007, quando todas as partes concordaram em um acordo, com os criadores da série ganhando 49 milhões de dólares, do seu processo original de 65 milhões .

## Sindicação
Will & Grace entrou em sindicação no outono de 2002 e foi acionada localmente até 2008. Em 2002, a WGN America adquiriu os direitos para transmitir a série, onde foi transmitida até 2005, quando a Lifetime Television adquiriu os direitos de para transmissão. Após 8 anos, o contrato expirar, os direitos da série foram apanhados pela WeTV e Logo TV no outono de 2013.
No Reino Unido, a série foi exibida no Channel 4 até o final da temporada em 2006. No Brasil foi exibida na TV aberta na Rede 21 até 2005 e na TV a cabo no Canal Sony. Em Portugal a Fox Life, a SIC Mulher e a Star Comedy foram responsáveis pela transmissão da série no país.

## Recepção

### Recepção da crítica
A série obteve uma boa quantidade de críticas positivas e negativas em sua estréia em 1998, a maioria dos quais comparou o show com o recém-cancelado sitcom da ABC, Ellen. Alguns chamaram de "um Seinfield gay". Uma dessas críticas disse: "Se Will & Grace pode, de alguma forma, sobreviver a um período de tempo brutal em frente ao futebol e Ally McBeal, poderia se transformar em uma pequena anomalia razoavelmente divertida - ou seja, uma série sobre um homem e uma mulher que não têm interesse sexual um no outro. Mas não aposte nisso. Se é um relacionamento condenado que os espectadores querem, eles provavelmente optarão por Ally." Por mais popular que fosse a série, particularmente entre os telespectadores gays, Will & Grace continuou lidando com as críticas por ter uma visão limitada da comunidade gay e por reforçar os estereótipos quando alguns acharam que deveria os ter quebrados.
O final da série foi fortemente promovido pela NBC, e McCormack, Messing, Mullally e Hayes apareceram no The Oprah Winfrey Show e The Today Show para despedir-se, nos dias 10 e 18 de maio, respectivamente. A NBC dedicou um bloco de duas horas em seu horário nobre em 18 de maio de 2006 para o fim de Will & Grace. Uma retrospectiva da série de uma hora chamado "Say Goodnight, Gracie", foi transmitido antes dos dois últimos episódios, onde foi exibido entrevistas com o elenco, equipe e atores convidados. Os criadores da série e os produtores executivos Kohan e Mutchnick, que não foram escritores desde o final da quarta temporada, escreveram o roteiro de "The Finale". Em relação ao final, Mutchnick afirmou: "Escrevemos sobre o que você quer que tenha acontecido com pessoas que você ama. Todas as coisas que importam na vida um dia acaba."
A nona temporada foi recebida com avaliações geralmente positivas. No Rotten Tomatoes, a temporada tem uma classificação de 86% com base em 37 críticas, com uma classificação média de 7.3/10 do público. O consenso crítico do site diz: "Will & Grace reúne seu elenco sempre hilário para uma temporada de retorno que se desenrola exatamente onde o show deixou há 11 anos, adicionando uma nova relevância e uma série de histórias que fazem um uso bastante engraçado da passagem do tempo". No Metacritic, a temporada tem uma pontuação média ponderada de 73/100, com base em 26 críticas, indicando "revisões geralmente favoráveis."

### Prêmios e nomeações
Will & Grace foi nomeado 83 vezes ao Primetime Emmy Awards, ganhando 16 deles. McCormack, Messing, Hayes e Mullally ganhou cada um pelo menos um Emmy Award por suas respectivas performances. Mullally também ganhou uma segunda vez por seu desempenho em 2006, um ano em que Will & Grace foi nomeado para 10 Emmys com a temporada final. No ano anterior, o show conquistou 15 indicações, empatando com Desperate Housewives como a série que mais recebeu nomeações. Isto foi quase um recorde histórico, as duas séries ficaram atrás apenas de The Larry Sanders Show, com 16 indicações em 1996.
Com três cada, Hayes e Mullally mantinham o recorde de atores que mais ganharam o Screen Actors Guild Awards pelas categorias Melhor Atuação de Ator e Atriz em Série de Comédia, no entanto, Tina Fey passou a empatar com Mullally e Alec Baldwin passou a superar Hayes, ambos por seus papéis na série 30 Rock. Will & Grace ganhou vários prêmios GLAAD Media Awards por sua defesa da comunidade gay. Apesar de mais de duas dúzias de indicações, a série nunca ganhou um Globo de Ouro.

### Audiência
A série estreou as segundas-feiras a partir de 21 de setembro de 1998 e ganhou popularidade, principalmente quando se mudou para a noite de quinta-feira como parte do bloco MustBC da NBC. A série acabou se tornando um dos programas de televisão de maior audiência nos Estados Unidos, entrando no top vinte das maiores audiência entre quatro de suas oito temporadas originais. De 2001 a 2005, Will & Grace foi a comédia de maior audiência entre os adultos de 18 à 49 anos. No entanto, quando a série perdeu Friends como líder após sua temporada final em 2003 e 2004, Will & Grace começou a perder espectadores e saiu do top vinte durante suas duas últimas temporadas.
"The Finale" atraiu mais de dezoito milhões de telespectadores, se tornando a oitava série mais vista da semana, com isso o episódio foi o mais visto das duas últimas temporadas. Enquanto o final da série é considerado um sucesso de audiência, está longe de ser o episódio mais assistido de Will & Grace, esse marco permanece com o episódio da quarta temporada "A Chorus Lie", que foi exibido em 7 de fevereiro de 2002 e ficou em oitavo lugar dos mais assistidos da semana. Quando a série estava no auge de sua popularidade (terceira, quarta e quinta temporadas), estar presente no top dez era algo comum, mas o final foi o único a conseguir entrar no top dez da oitava temporada e o primeiro desde o episódio "FYI: I Hurt, Too", da sétima temporada.

##### Média da audiência de cada temporada
| Temporada | Horário (UTC)                                                     | Estreia                | Final               | Rank | Espectadores (em milhões) |
| --------- | ----------------------------------------------------------------- | ---------------------- | ------------------- | ---- | ------------------------- |
| 1         | Segunda às 9:30 (1–8) Terça às 9:30 (9–17) Quinta às 8:30 (18–22) | 21 de setembro de 1998 | 13 de maio de 1999  | 40   | 12.3                      |
| 2         | Terça às 9:00                                                     | 21 de setembro de 1999 | 23 de maio de 2000  | 44   | 12.0                      |
| 3         | Quinta às 9:00                                                    | 12 de outubro de 2000  | 17 de maio de 2001  | 14   | 17.3                      |
| 4         | Quinta às 9:00                                                    | 27 de setembro de 2001 | 16 de maio de 2002  | 9    | 17.3                      |
| 5         | Quinta às 9:00                                                    | 26 de setembro de 2002 | 15 de maio de 2003  | 11   | 16.8                      |
| 6         | Quinta às 9:00 (1–12, 22–24) Quinta às 8:33 (13–21)               | 25 de setembro de 2003 | 29 de abril de 2004 | 16   | 15.2                      |
| 7         | Quinta às 8:30 (1–21, 23–24) Terça às 8:00 (22)                   | 16 de setembro de 2004 | 19 de maio de 2005  | 44   | 10.0                      |
| 8         | Quinta às 8:30 (1–9) Quinta às 8:00 (10–24)                       | 29 de setembro de 2005 | 18 de maio de 2006  | 61   | 8.7                       |
| 9         | Quintas às 9:00                                                   | 28 de setembro de 2017 |                     |      |                           |

### Impacto cultural
A série foi a primeira série de televisão no horário nobre no Estados Unidos em ter protagonistas abertamente gays, tornando-se presente a visibilidade LGBT na televisão americana desde que a personagem principal de Ellen, no episódio "The Puppy Episode", se assumiu lésbica em 1997. Will & Grace também foi responsável por abrir a porta para uma série de programas de televisão com temas homossexuais, como Queer as Folk, Queer Eye for the Straight Guy e Boy Meets Boy.
Em maio de 2012, durante uma entrevista no Meet the Press com o anfitrião David Gregory, o vice-presidente dos EUA, Joe Biden, citou a série como uma influência no pensamento americano sobre os direitos LGBT, dizendo: "Eu acho que Will & Grace fez mais para educar o público americano sobre a comunidade LGBT do que quase tudo o que alguém já fez. As pessoas temem o que é diferente. Agora eles estão começando a entender". Na mesma entrevista, Biden afirmou que estava "absolutamente confortável" com o casamento do mesmo sexo, uma declaração que foi seguida em 9 de maio pelo presidente Barack Obama falando a favor disso. O dia seguinte à declaração de Obama, o co-criador da série, Mutchnick, disse mais tarde à CBS This Morning que Biden falou palavras semelhantes em uma cerimônia privada que Mutchnick e seu marido haviam comparecido duas semanas antes da declaração de Biden, embora Bill Plante, um funcionário da Casa Branca disse a CBS This Morning que a entrevista ao Meet the Press não era um "colete à prova de balas" para a declaração. Tanto Mutchnick quanto Kohan elogiaram a declaração de Biden, mas criticaram a posição de Obama sobre o casamento durante o tempo entre as declarações de Biden e Obama.
Em 2004, o elenco da série foi listado nos cem maiores personagens de televisão segundo o Bravo!. Em 2012, The Washington Post classificou Will & Grace, a nona melhor comédia da NBC de todos os tempos.
Em 2014, roteiros, adereços e set de Will & Grace foram doados para o Museu Nacional de História Americana, que faz parte do Smithsonian.

## Merchandising

### Lançamento em DVD
Lionsgate Home Entertainment lançou em DVD na Região 1 as oito temporadas de Will & Grace entre 2003 e 2008. Na Região 2 a Contender Entertainment Group foi responsável pela distribuição da série entre 2004 e 2006. Enquanto que na Região 4 ficou a cargo da Universal Pictures Home Entertainment. Um box especial com todas as temporadas originais foi lançado nas três regiões entre 2006 e 2008. Em 2017, a Universal retomou os direitos de distribuição e relançou a primeira temporada em DVD sobre o seu selo. No mesmo ano, todas as temporadas ficaram disponíveis para compra pela primeira vez no iTunes Store.
| Temporada | Datas de lançamento    | Datas de lançamento   | Datas de lançamento |
| Temporada | Região 1               | Região 2              | Região 3            |
| --------- | ---------------------- | --------------------- | ------------------- |
| 1         | 12 de agosto de 2003   | 30 de agosto de 2004  | 2004                |
| 2         | 23 de março de 2004    | 30 de agosto de 2004  | 2004                |
| 3         | 7 de setembro de 2004  | 30 de agosto de 2004  | 2005                |
| 4         | 16 de agosto de 2005   | 30 de agosto de 2004  | 2005                |
| 5         | 29 de agosto de 2006   | 7 de março de 2005    | 2006                |
| 6         | 1 de maio de 2007      | 15 de agosto de 2005  | 2007                |
| 7         | 4 de dezembro de 2007  | 30 de janeiro de 2006 | 2007                |
| 8         | 16 de setembro de 2008 | 7 de agosto de 2006   | 2008                |
| 1-8       | 16 de setembro de 2008 | 7 de agosto de 2006   | 30 de abril de 2008 |

### Transmissão no Hulu
Em 21 de setembro de 2017 é anunciado oficialmente que todas as temporadas originais de Will & Grace estariam disponíveis por transmissão contínua no Hulu. Além disso, a NBC fechou contrato exclusivo com o mesmo para a exibição do retorno da série. "Não há dúvida de que Will & Grace é um sucesso de público desde que a série fez sua estréia," disse o diretor de conteúdo da Hulu, Joel Stillerman. "Ser capaz de trazer uma série tão icônica para o universo de streaming pela primeira vez é uma oportunidade que não podemos deixar passar. Este acordo histórico permitirá que os fãs voltem a assistir seus momentos favoritos antes da estréia do retorno, além de mostrar Will & Grace e seu elenco de personagens para uma nova audiência".